# أليكس بيل (لاعب كرة قدم)
أليكس بيل (بالإنجليزية: Alex Bell)‏ هو لاعب كرة قدم بريطاني في مركز حراسة المرمى، ولد في 13 مارس 1931 في Auchinleck ‏ في المملكة المتحدة. لعب مع غريمسبي تاون.